# Ternstroemia congestiflora
Ternstroemia congestiflora är en tvåhjärtbladig växtart som beskrevs av José Jéronimo Triana och Planch. Ternstroemia congestiflora ingår i släktet Ternstroemia och familjen Pentaphylacaceae. Inga underarter finns listade i Catalogue of Life.